# 4832 Palinurus
A 4832 Palinurus (ideiglenes jelöléssel 1988 TU1) egy kisbolygó a Naprendszerben. Carolyn Shoemaker fedezte fel 1988. október 12-én.